# Francisco Javier Martínez Fernández

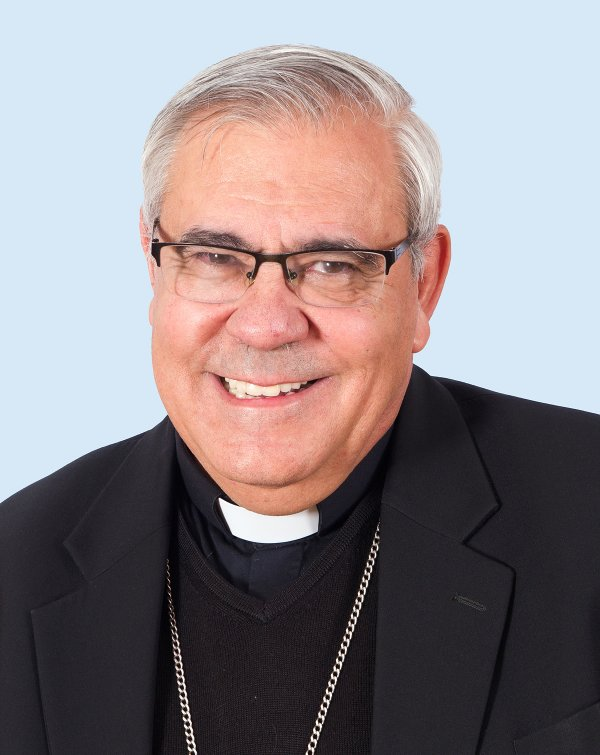
Bischof Francisco Javier Martínez Fernández.

Wappen des Erzbischofs Martinez Fernández

Francisco Javier Martínez Fernández (* 20. Dezember 1947 in Madrid) ist ein spanischer Geistlicher und emeritierter römisch-katholischer Erzbischof von Granada.

## Leben
Er wurde in Madrid geboren und im Priesterseminar von Madrid-Alcalá ausgebildet. Am 3. April 1972 empfing er die Priesterweihe. Er hat einen Abschluss der Päpstlichen Universität Comillas und ist Alumnus der École biblique in Jerusalem. Er absolvierte ein Master-Programm der Katholischen Universität von Amerika und wurde ebenda 1985 zum Doktor der Philosophie und der semitischen Sprachwissenschaften promoviert. Zwischen 1972 und 1985 war er zunächst Pfarrer in Casarrubuelos (bei Madrid), lehrte dann am Priesterseminar von Toledo und war schließlich Hilfsprofessor der Universität von Amerika.
Am 20. März 1985 wurde er von Papst Johannes Paul II. zum Titularbischof von Voli ernannt und zum Weihbischof in Madrid bestellt. Am 11. Mai 1985 erfolgte die Bischofsweihe durch den Erzbischof von Madrid, Ángel Suquía Goicoechea; Mitkonsekratoren waren Vicente Kardinal Enrique y Tarancón und Erzbischof Antonio Innocenti. 1996 folgte die Ernennung zum Bischof von Córdoba und am 15. März 2003 die Ernennung zum Erzbischof von Granada.
2009 geriet Martínez wegen seiner moralisierenden Ausführungen zum Schwangerschaftsabbruch in die Kritik. elcorreoweb.es zitiert seine Ausführungen, dass Abtreibepraxen ein „stiller Genozid“ seien, sowie seine Vergleiche von Spanien mit dem Nationalsozialismus. Weiter führte Martínez aus, „dieses Verbrechen [einer Frau] gegen ihr unschuldiges Kind“ gebe „den Männern das absolute Recht dazu, ihren Körper grenzenlos zu missbrauchen.“ Das Bischofsbüro des Südens rechtfertigte in einer Klarstellung diese Aussagen und wies zunächst auf „den Missbrauch ihres eigenen Körpers und den ihres Kindes“ hin um dann zu erklären, dass ein Mann in der Folge eine „absolute Autorität [habe] mit dieser Frau und ihrem Körper zu machen, was er wolle“.
2014 geriet er ein weiteres Mal in die Kritik wegen seines unsachgerechten Vorgehens in einem Missbrauchskandal in Granada, in dem zehn Priester und zwei Laien seiner Diözese beteiligt sind. Er soll zu spät eingegriffen haben, und nur unter Druck des Vatikans, nachdem ein Opfer sich direkt beim Papst Franziskus beschwert hat.
Am 1. Februar 2023 nahm Papst Franziskus das von Francisco Javier Martínez Fernández aus Altersgründen vorgebrachte Rücktrittsgesuch an.